# Ingeborg Hanreich Verlag
Der Ingeborg Hanreich Verlag ist ein Verlag mit Sitz in der österreichischen Hauptstadt Wien.
Der auf Sachbücher zum Thema Ernährungsberatung, Rezeptbücher und Kinderbücher spezialisierte Verlag wurde 1994 von der Ernährungswissenschaftlerin und Stillberaterin Ingeborg Hanreich gegründet. Er belegte in Österreich die Nische im Bereich Ratgeber zur Säuglings- und Kinderernährung. Seit 2009 besteht er als gewerblicher Verlag mit den Gewerben „Buch-, Kunst- und Musikverlag“ und „Lebens- und Sozialberatung, eingeschränkt auf Ernährungsberatung“. Das Sortiment wurde ab 2012 auf Kinderbücher erweitert.
Das Wirkungsgebiet des Verlags erstreckt sich auf Österreich, Deutschland, die Schweiz, Luxemburg, Tschechien und Ungarn.

## Auszeichnungen
Das im Verlag erschienene Kinderbuch Frau Bertas ganz persönlicher Frühling von Petra Waibel wurde 2012 mit dem 1. AKUT-Preis in der Kategorie Märchen ausgezeichnet.